# 鄒兆龍
鄒兆龍（英語：Collin Chou，1967年8月11日—），曾用藝名倪星、鄒龍云，出生於臺灣高雄市國軍眷村，臺灣外省人，美籍华裔男演員，也曾演出好萊塢的《駭客任務》系列、Netflix美剧《马可·波罗》系列，其妻為1989年度香港小姐模特兒翁慧德。

## 生平
出生於臺灣高雄的國軍眷村，為遷台軍眷家庭的鄒兆龍共有13個兄弟姐妹。父親在他五歲前過世，所以鄒兆龍在五歲起便賺錢養家，並且跟同事一起學習武術。12歲時進入電影界，擔任武打電影演員替身，並且開始修練跆拳道與泰拳，以及學習電影拍攝的格鬥技巧。在20歲時得到洪金寶的賞識，主演電影《全力反彈》。
鄒兆龍在臺灣當完兵後便去香港發展，加入了洪金寶的團隊－洪家班，成為洪金寶的徒弟，並且跟袁和平、元奎和徐克等有名的導演合作拍攝了30多部的電影。
1999年赴美進修，受時任《駭客任務》武術指導的袁和平之邀請，擔任賽洛芙一角，也在續集《駭客任務：重裝上陣》、《駭客任務3：最後戰役》及《駭客任務：重裝上陣》的電玩版之中演出。
在香港電影當中，最著名的角色是《中南海保鏢》的角色王建軍，以及《九品芝麻官》的大反派常威，在《中南海保鏢》長達十分鐘的武戲與李連杰單打獨鬥，充分展現了個人武術。
鄒常與李連杰合作，《倚天屠龍記之魔教教主》的宋青書一角廣為人知，而後有《赤子威龍》和《冒險王》擔綱重要腳色，並在《霍元甲》一片中飾演霍父霍恩第。2008年，鄒也參與成龍及李連杰演出的《功夫之王》，於2013年電影《不二神探》再次與李連杰演出對手戲。
2017年8月，自稱是鄒兆龍「小三」的女子在微博爆兩人親密關係，包括合照與短訊對話。「小三」要求鄒兆龍公開道歉，他的經理人先否認，再輪到鄒兆龍在微博發表「雞蛋與屎」論，表示：「很多人放着蛋不吃，整天追究屎，難道你靠吃屎能變壯大。」同年9月，鄒兆龍在微博就疑似「背妻偷食」事件向太太道歉，他寫道：「對於近期發生的事情，給我家人帶來困擾，我要向我太太，還有孩子們，道歉。另外最近我已出院，在家靜養，也向所有關心我的影迷朋友們說抱歉，讓你們擔心了。」

## 作品

### 電影（中國大陸）
| 年 份  | 片 名                        | 角 色  | 合 作 |
| 2016年 | 超級保鏢(網路電影)           |        |       |
| 2018年 | 四平青年之喋血曼谷(網路電影) |        |       |
| 2020年 | 如來神掌(網路電影)           |        |       |
| 2021年 | 图兰朵：魔咒缘起             | 周大   |       |
| 2022年 | 恶到必除(網路電影)           | 庄志强 |       |
| 2022年 | 逃學神探(網路電影)           | 李金虎 |       |
| 2023年 | 除恶：飞车党 (網路電影)      | 周大   |       |
| 2023年 | 幽灵狙击手(網路電影)         | 林森   |       |
| 2024年 | 战锋·尖峰对决                | 聶凌鋒 |       |

### 電影（台灣）
| 年 份  | 片 名           | 角 色       | 合 作 |
| 1989年 | 晚春情事        |             |       |
| 2018年 | 角頭2：王者再起 | 劉健(David) |       |

### 電影（香港）
| 年 份  | 片 名                            | 角 色               | 合 作                                  |
| 1987年 | 全力反彈                         | 賓邵邦              |                                        |
| 1989年 | 烈火街頭                         | 周小龍              | 錢小豪、陳穎芝                         |
| 1989年 | 怕羞鬼                           |                     |                                        |
| 1990年 | 龍鳳賊捉賊                       |                     |                                        |
| 1990年 | 鬼咬鬼                           | 蛇夫                |                                        |
| 1991年 | 誓不忘情                         | 鍾敖                | 洪金寶、林正英、利智                   |
| 1991年 | 黐線枕邊人                       | 倪沙展              | 洪金寶、高麗虹、于莉、鄭裕玲、張堅庭   |
| 1991年 | 九月初九之重見天日/怕羞鬼/羞羞鬼 | 阿星                | 傅儷人、曾志偉、鍾發、沈海蓉           |
| 1992年 | 精靈變                           | 阿車                | 傅儷人、吳鎮宇、林正英                 |
| 1992年 | 驅魔道長                         | 阿星                | 林正英、午馬                           |
| 1993年 | 一刀傾城                         | 小川                |                                        |
| 1993年 | 神州第一刀                       |                     |                                        |
| 1993年 | 倚天屠龍記之魔教教主             | 宋青書              | 洪金寶、李連杰、黎姿、邱淑貞、張敏     |
| 1994年 | 新英雄本色                       | 荷蘭仔              | 鄭伊健、劉青雲、邱淑貞、王敏德、林國斌 |
| 1994年 | 東邪西毒                         | 快刀客 (無正面鏡頭) |                                        |
| 1994年 | 摩登笑探                         |                     | 洪金寶、元彪、高麗虹、周海媚、金城武   |
| 1994年 | 中南海保鏢                       | 王建軍              | 李連杰、鍾麗緹                         |
| 1994年 | 九品芝麻官之白面包青天             | 常威                | 周星馳、張敏、吳孟達                   |
| 1995年 | 虎猛威龍                         | 副船長              |                                        |
| 1995年 | 赤子威龍                         | 打手                |                                        |
| 1995年 | 小飛俠                           | 石龍                | 謝苗、盧惠光、吳孟達                   |
| 1995年 | 緝毒先鋒                         | 李帆                | 大島由加里、元華、盧惠光               |
| 1995年 | 刀                               | 黎不悔              | 趙文卓、熊欣欣、蘇翠玉                 |
| 1996年 | 冒險王                           | 洪洪星星            | 李連杰、關之琳、楊采妮、金城武         |
| 1996年 | 賭神3之少年賭神                  | 殺手豺狼            | 黎明、袁詠儀、陳小春、梁詠琪           |
| 1996年 | 洪興仔之江湖大風暴               | 東星垃圾            |                                        |
| 1997年 | 最佳拍檔之醉街拍檔               | 飛虎隊隊員          | 譚詠麟、梁朝偉                         |
| 1998年 | 全職大盜                         |                     |                                        |
| 1998年 | 烈火青春                         |                     |                                        |
| 1998年 | 陽性反應                         |                     |                                        |
| 1999年 | 黑色城市                         | 端木凌風            | 甄子丹、周比利                         |
| 1999年 | 目露兇光                         |                     |                                        |
| 1999年 | 親密情人之無限誘惑               | Roy                 |                                        |
| 1999年 | 警綱雄風                         |                     |                                        |
| 1999年 | 舞廳                             |                     |                                        |
| 1999年 | 龍堂                             |                     |                                        |
| 2000年 | 南國風雲                         |                     |                                        |
| 2002年 | 無問題2                          |                     |                                        |
| 2003年 | 黑道                             |                     |                                        |
| 2005年 | 神偷一隻手                       |                     |                                        |
| 2005年 | 融入美利堅                       |                     |                                        |
| 2006年 | 霍元甲                           | 霍恩第              | 李連杰                                 |
| 2007年 | 導火線                           | 越南幫Tony          | 甄子丹、安志杰、古天樂                 |
| 2010年 | 全城戒備                         | 張大初              |                                        |
| 2010年 | 功夫。詠春                       | 金鷹                |                                        |
| 2011年 | 畫壁                             | 孟龍潭              |                                        |
| 2012年 | 四大名捕                         | 鐵手                | 鄧超、劉亦菲、鄭中基、吳映潔(鬼鬼)     |
| 2013年 | 不二神探                         | 陳虎                | 李連杰、陳妍希                         |
| 2013年 | 四大名捕II                       | 鐵手                | 鄧超、劉亦菲、鄭中基、吳映潔(鬼鬼)     |
| 2013年 | 特殊身分                         | 長毛雄              | 甄子丹、安志杰、景甜、張涵予、鄭中基   |
| 2014年 | 特工艾米拉                       |                     |                                        |
| 2014年 | 四大名捕大结局                   | 鐵手                | 鄧超、劉亦菲、鄭中基、吳映潔(鬼鬼)     |

### 電影（好萊塢）
| 年 份  | 片 名                                          | 角 色          | 合 作                                                  |
| 2003年 | 駭客任務：重裝上陣                             | 賽洛芙         | 基努·李維、 凱莉·安摩斯                                |
| 2003年 | 駭客任務完結篇：最後戰役                       | 賽洛芙         | 基努·李維、 凱莉·安摩斯                                |
| 2006年 | 生死格鬥                                       | Hayate(疾風)   | 戴文·青木、Sarah Carter、仇雲波、小杉健、Holly Valance |
| 2008年 | 功夫之王                                       | 玉疆戰神       | 成龍、李連杰                                           |
| 2020年 | 真心半解 The Half of It （页面存档备份，存于） | 父亲-Edwin Chu | 伍思薇                                                 |

### 電視劇（中國大陸）
| 年 份  | 劇 名                      | 角 色          |
| 2012年 | 《大南遷》                 | 利中漢         |
| 2016年 | 《武神趙子龍》             | 李全（李仁定） |
| 2018年 | 《北國英雄》               | 顧鐵錚         |
| 2019年 | 《封神演义》               | 紂王           |
| 2020年 | 《明月曾照江东寒》(網絡劇) | 林啸天(客串)   |
| 待播   | 《深渊行者》               |                |

### 電視劇（Netflix）
| 年 份  | 劇 名         | 角 色 |
| 2014年 | 《马可·波罗》 | 方震  |

### 廣告（台灣）
- 2019年《黃金娛樂城》手機遊戲廣告 抉擇篇(黃志瑋、荒山亮合演)
- 2019年《黃金娛樂城》手機遊戲廣告 拉霸機篇

## 外部連結
- 鄒兆龍的X（前Twitter）
- 鄒兆龍的Facebook專頁
- （英文） 鄒兆龍官方網站 （页面存档备份，存于）
- （简体中文） 鄒兆龍的新浪微博
- （简体中文） 鄒兆龍的新浪博客
- 鄒兆龍在互联网电影资料库（IMDb）上的資料（英文）
- 在AllMovie上鄒兆龍的頁面（英文）
- 鄒兆龍在香港影庫上的簡介
- 鄒兆龍在豆瓣上的资料（简体中文）
- 鄒兆龍在时光网上的簡介（简体中文）